# Liste des îles des îles Britanniques
Pour des articles plus généraux, voir Géographie des îles Britanniques et Liste des îles de l'océan Atlantique.

Carte des îles Britanniques

Cet article est une liste des îles Britanniques, archipel d'Europe de l'Ouest composé de deux îles principales — la Grande-Bretagne et l'Irlande —, de nombreuses îles habitées et un grand nombre d’îles et d’îlots inhabités. Sur le plan administratif, elles sont rattachées à l'État d'Irlande, au Royaume-Uni (Grande-Bretagne et Irlande du Nord) et aux dépendances de ce dernier (île de Man et parfois îles Anglo-Normandes). Les îles Féroé, rattachées au Danemark, sont plus rarement incluses dans ce groupe d’îles.

## Liste
| #  | Nom                             | Superficie (km²) | Localisation         | Pays                                 |
| -- | ------------------------------- | ---------------- | -------------------- | ------------------------------------ |
| 1  | Grande-Bretagne                 | 216 777          |                      | Angleterre / Écosse / Pays de Galles |
| 2  | Irlande                         | 84 406           |                      | Irlande / Irlande du Nord            |
| 3  | Lewis et Harris                 | 2 179            | Hébrides extérieures | Écosse                               |
| 4  | Skye                            | 1 656            | Hébrides intérieures | Écosse                               |
| 5  | Mainland                        | 969              | Shetland             | Écosse                               |
| 6  | Mull                            | 875              | Hébrides intérieures | Écosse                               |
| 7  | Anglesey                        | 714              | Mer d'Irlande        | Pays de Galles                       |
| 8  | Islay                           | 620              | Hébrides intérieures | Écosse                               |
| 9  | Île de Man                      | 572              | Mer d'Irlande        | Île de Man                           |
| 10 | Mainland                        | 523              | Orcades              | Écosse                               |
| 11 | Arran                           | 432              | Firth of Clyde       | Écosse                               |
| 12 | Île de Wight                    | 381              | Manche               | Angleterre                           |
| 13 | Jura                            | 367              | Hébrides intérieures | Écosse                               |
| 14 | South Uist                      | 320              | Hébrides extérieures | Écosse                               |
| 15 | North Uist                      | 303              | Hébrides extérieures | Écosse                               |
| 16 | Yell                            | 212              | Shetland             | Écosse                               |
| 17 | Achill                          | 147              | Comté de Mayo        | République d'Irlande                 |
| 18 | Hoy                             | 143              | Orcades              | Écosse                               |
| 19 | Bute                            | 122              | Firth of Clyde       | Écosse                               |
| 20 | Unst                            | 120              | Shetland             | Écosse                               |
| 21 | Rùm                             | 105              | Small                | Écosse                               |
| 22 | Sheppey                         | 94               | Kent                 | Angleterre                           |
| 23 | Benbecula                       | 82               | Hébrides extérieures | Écosse                               |
| 24 | Tiree                           | 78               | Hébrides intérieures | Écosse                               |
| 25 | Coll                            | 77               | Hébrides intérieures | Écosse                               |
| 26 | Raasay                          | 62               | Hébrides intérieures | Écosse                               |
| 27 | Barra                           | 59               | Hébrides intérieures | Écosse                               |
| 28 | Sanday                          | 50               | Orcades              | Écosse                               |
| 29 | South Ronaldsay                 | 50               | Orcades              | Écosse                               |
| 30 | Rousay                          | 49               | Orcades              | Écosse                               |
| 31 | Westray                         | 47               | Orcades              | Écosse                               |
| 32 | Fetlar                          | 41               | Shetland             | Écosse                               |
| 33 | Colonsay                        | 41               | Hébrides intérieures | Écosse                               |
| 34 | Holy Island                     | 39               | Anglesey             | Pays de Galles                       |
| 35 | Stronsay                        | 33               | Orcades              | Écosse                               |
| 36 | Eigg                            | 31               | Petites îles         | Écosse                               |
| 37 | Shapinsay                       | 30               | Orcades              | Écosse                               |
| 38 | Bressay                         | 28               | Shetland             | Écosse                               |
| 39 | Eday                            | 28               | Orcades              | Écosse                               |
| 40 | Hayling Island                  | 27               | Hampshire            | Angleterre                           |
| 41 | Foulness Island                 | 26               | Essex                | Angleterre                           |
| 42 | Scalpay                         | 25               | Hébrides intérieures | Écosse                               |
| 43 | Portsea Island                  | 24               | Hampshire            | Angleterre                           |
| 44 | Lismore                         | 24               | Hébrides intérieures | Écosse                               |
| 45 | Great Bernera                   | 22               | Hébrides extérieures | Écosse                               |
| 46 | Ulva                            | 20               | Hébrides intérieures | Écosse                               |
| 47 | Whalsay                         | 20               | Shetland             | Écosse                               |
| 48 | Canvey Island                   | 19               | Essex                | Angleterre                           |
| 49 | Mersea Island                   | 18               | Essex                | Angleterre                           |
| 50 | St Mary’s                       | 6,58             | Scilly               | Cornouailles                         |
| 51 | Tresco                          | 2,97             | Scilly               | Cornouailles                         |
| 52 | St Martin’s (avec White Island) | 2,37             | Scilly               | Cornouailles                         |
| 53 | St Agnes (avec Gugh)            | 1,48             | Scilly               | Cornouailles                         |
| 54 | Bryher (avec Gweal)             | 1,32             | Scilly               | Cornouailles                         |
| 55 | Samson                          | 0,38             | Scilly               | Cornouailles                         |
| 56 | Annet                           | 0,21             | Scilly               | Cornouailles                         |
| 57 | St Helen’s                      | 0,20             | Scilly               | Cornouailles                         |
| 58 | Teän                            | 0,16             | Scilly               | Cornouailles                         |
| 59 | Great Ganilly                   | 0,13             | Scilly               | Cornouailles                         |

## Toponymes faussement insulaires
Certaines localités situées dans les îles britanniques portent le nom d’islands ou isles, mais ne sont pas des îles. Certaines étaient dans le passé des îles entourées de marécages, d’autres des presqu’îles ou simplement des établissements côtiers. Ce sont les localités suivantes :
- Isle of Axholme
- Black Isle
- Burntisland
- Dinas Island
- Île aux Chiens
- Isle of Elmley
- Isle of Ely
- Isle of Grain
- Isle of Harty
- Greenisland
- Islandmagee
- Llanddwyn Island
- Île de Portland
- Isle of Purbeck
- Île de Thanet
- Isle of Whithorn